# بومپنسیره
بومپنسیره (به ایتالیایی: Bompensiere) یک کومونه در ایتالیا است که در استان کالتانیستا واقع شده‌است.

## خصوصیات
بومپنسیره ۱۹ کیلومترمربع مساحت و ۶۳۰ نفر جمعیت دارد.